# Fonó Albert
Fonó Albert, 1909-ig Fischer (Budapest, 1881. július 2. – Budapest, 1972. november 21.) magyar gépészmérnök, feltaláló, a műszaki tudományok doktora (1952), a Magyar Tudományos Akadémia tagja.

## Életpályája
Fischer Zsigmond borkereskedő és Herz Róza elsőszülött gyermeke. A Fasori Gimnázium elvégzése után a Magyar Királyi József Műegyetemen tanult, ahol 1903-ban szerzett gépészmérnöki diplomát. Az egyetem után Németországban, Belgiumban, Svájcban, Franciaországban és Nagy-Britanniában különféle gyárakban dolgozott. 1909-ben visszatért Magyarországra és a Mechanikai Munkatárolás Villamoshajtásnál című doktori értekezése alapján megszerezte a műszaki doktorátust. 1909 és 1950 között önálló tervező és tanácsadó mérnök volt. 1950-től a Kohó és Gépipari Iroda szaktanácsadójaként dolgozott. 1954-ben az Magyar Tudományos Akadémia levelező tagja lett, 1956-ban Kossuth-díjat kapott. 1968-tól a Nemzetközi Asztronautikai Akadémia levelező tagja volt. Emlékére a Magyar Asztronautikai Társaság 1980-ban megalapította a Fonó Albert-díjat.
A Farkasréti temetőben nyugszik.

## Családja
Házastársa dr. Szilasi Nina (1892–1958) volt, akit Pozsonyban vett nőül.
Gyermekei Fonó Péter (1921–?) és Fonó András (1923–?).

## Tudományos eredményei
- Leginkább az energetika területén volt jártas, erre vonatkozott Mechanikai munkatárolás villamos hajtásnál című doktori disszertációja is. Élete során 20 kutatási témában 46 szabadalmat dolgozott ki. Találmányai között megtalálható az 1923-ban kidolgozott gőzkazán és az 1928-ban szerkesztett újfajta bányászati légsűrítő berendezés. 1924-ben a német Siemens vásárolta meg szabadalmát, ami szállítógépek és vasúti járművek önműködő fék- és menetszabályozójára vonatkozott. 1926-ban elsők között dolgozott ki egy szárnyashajót, amelynek kísérleteibe Kármán Tódor is bekapcsolódott.
- A sugárhajtás egyik úttörője, a torlósugár-hajtómű egyik feltalálója. 1928-ban szabadalmaztatta a torló-sugárhajtóművet, majd a gázturbinás hajtóművet is megtervezte.

## Díjai, elismerései
- Munka Érdemrend (1954)
- Munka Érdemrend ezüst fokozata (1965)
- Munka Érdemrend arany fokozata (1971)
- Kossuth-díj (nagy jelentőségű találmányaiért, acéliparunk hőenergia-gazdálkodásában elért jelentős eredményeiért, 1956)